# Athlétisme aux Jeux méditerranéens
Navigation
Les compétitions d'athlétisme aux Jeux méditerranéens sont disputées depuis la première édition en 1951.

## Éditions
| #  | Édition | Ville      | Pays        | Date                      | Stade                          | Épreuves |
| -- | ------- | ---------- | ----------- | ------------------------- | ------------------------------ | -------- |
| 1  | 1951    | Alexandrie | Égypte      |                           |                                |          |
| 2  | 1955    | Barcelone  | Espagne     |                           |                                |          |
| 3  | 1959    | Beyrouth   | Liban       |                           |                                |          |
| 4  | 1963    | Naples     | Italie      |                           |                                |          |
| 5  | 1967    | Tunis      | Tunisie     |                           |                                |          |
| 6  | 1971    | Izmir      | Turquie     | 6 au 17 octobre           |                                |          |
| 7  | 1975    | Alger      | Algérie     |                           |                                |          |
| 8  | 1979    | Split      | Yougoslavie |                           | Stade de Poljud                |          |
| 9  | 1983    | Casablanca | Maroc       |                           | Stade Mohammed-V               |          |
| 10 | 1987    | Lattaquié  | Syrie       |                           | Latakia Sports City Stadium    |          |
| 11 | 1991    | Athènes    | Grèce       |                           | Stade olympique                |          |
| 12 | 1993    | Narbonne   | France      |                           | Parc des sports et de l'amitié |          |
| 13 | 1997    | Bari       | Italie      |                           | Stade San Nicola               |          |
| 14 | 2001    | Tunis      | Tunisie     | 11 au 14 septembre 2001   | Stade olympique de Radès       |          |
| 15 | 2005    | Almería    | Espagne     | 29 juin au 2 juillet 2005 | Stade des Jeux méditerranéens  |          |
| 16 | 2009    | Pescara    | Italie      | 30 juin au 3 juillet 2009 | Stade Adriatico                | 40       |
| 17 | 2013    | Mersin     | Turquie     | 26 au 29 juin 2013        | Stade olympique de Mersin      | 40       |
| 18 | 2018    | Tarragone  | Espagne     | 27 au 30 juin 2018        | Stade d'athlétisme de Campclar | 34       |
| 19 | 2022    | Oran       | Algérie     |                           | Stade olympique d'Oran         |          |

## Records

### Hommes
| Épreuve           | Performance         | Athlète                                                        | Pays           | Date              | Réf.  |
| ----------------- | ------------------- | -------------------------------------------------------------- | -------------- | ----------------- | ----- |
| 100 m             | 10 s 10 (- 0,6 m/s) | Jak Ali Harvey                                                 | Turquie        | 28 juin 2018      |       |
| 200 m             | 20 s 15 (- 0,1 m/s) | Ramil Guliyev                                                  | Turquie        | 29 juin 2018      |       |
| 400 m             | 45 s 26             | Davide Re                                                      | Italie         | 28 juin 2018      |       |
| 800 m             | 1 min 44 s 00       | Ilham Tanui Özbilen                                            | Turquie        | 29 juin 2013      | [ 1 ] |
| 1 500 m           | 3 min 29 s 20       | Noureddine Morceli                                             | Algérie        | 20 juin 1993      |       |
| 5 000 m           | 13 min 25 s 29      | Alberto García                                                 | Espagne        | 16 juin 1997      |       |
| 10 000 m          | 28 min 5 s 74       | Ismaïl Sghyr                                                   | Maroc          | 18 juin 1997      |       |
| Semi-marathon     | 1 h 4 min 3 s       | Mohamed Reda el-Aaraby                                         | Maroc          | 30 juin 2018      |       |
| Marathon          | 2 h 18 min 42 s     | Davide Milesi                                                  | Italie         | 20 juin 1993      |       |
| 110 m haies       | 13 s 45 (-0,8 m/s)  | Konstadínos Douvalídis                                         | Grèce          | 26 juin 2013      |       |
| 400 m haies       | 48 s 76             | Ludvy Vaillant Yasmani Copello                                 | France Turquie | 29 juin 2018      |       |
| 3 000 m steeple   | 8 min 13 s 11       | Jamel Chatbi                                                   | Maroc          | 2 juillet 2009    |       |
| 20 km marche      | 1 h 22 min 33 s     | Ivano Brugnetti                                                | Italie         | 30 juin 2009      |       |
| 50 km marche      | 4 h 21 min 21 s 8   | Abdon Pamich                                                   | Italie         | octobre 1971      |       |
| Saut en hauteur   | 2,34 m              | Konstadinos Baniotis                                           | Grèce          | 27 juin 2013      |       |
| Saut à la perche  | 5,70 m              | Alain Andji                                                    | France         | 16 juin 1997      |       |
| Saut à la perche  | 5,70 m              | Giuseppe Gibilisco                                             | Italie         | 28 juin 2013      |       |
| Saut en longueur  | 8,29 m              | Salim Sdiri                                                    | France         | 3 juillet 2009    |       |
| Triple saut       | 17,13 m             | Mários Hadjiandréou                                            | Chypre         | 11 juillet 1991   |       |
| Triple saut       | 17,13 m             | Daniele Greco                                                  | Italie         | 26 juin 2013      |       |
| Lancer du poids   | 21,03               | Manuel Martínez                                                | Espagne        | 13 septembre 2001 |       |
| Lancer du disque  | 65,58 m             | Frank Casañas                                                  | Espagne        | 1 juillet 2009    |       |
| Lancer du marteau | 78,49 m             | Nicola Vizzoni                                                 | Italie         | 14 septembre 2001 |       |
| Lancer du javelot | 89,22 m             | Kostas Gatsioudis                                              | Grèce          | 16 juin 1997      |       |
| Décathlon         | 8 070 pts           | Pierre-Alexandre Vial                                          | France         | 16–17 juin 1997   |       |
| 4 x 100 m         | 38 s 49             | Federico Cattaneo Eseosa Desalu Davide Manenti Filippo Tortu   | Italie         | 30 juin 2018      |       |
| 4 x 400 m         | 3 min 02 s 78       | Samir-Adel Louahla Kamel Talhaoui Ahmed Aichaoui Malik Louahla | Algérie        | 18 juin 1997      |       |

### Femmes
| Épreuve           | Performance        | Athlète                                                                   | Pays    | Date              | Réf. |
| ----------------- | ------------------ | ------------------------------------------------------------------------- | ------- | ----------------- | ---- |
| 100 m             | 11 s 13            | Ekaterini Thanou                                                          | Grèce   | 16 juin 1997      |      |
| 200 m             | 22 s 62            | Christine Arron                                                           | France  | 17 juin 1997      |      |
| 400 m             | 50 s 30            | Libania Grenot                                                            | Italie  | 2 juillet 2009    |      |
| 800 m             | 1 min 59 s 87      | Elisa Cusma Piccione                                                      | Italie  | 2 juillet 2009    |      |
| 1 500 m           | 4 min 04 s 06      | Siham Hilali                                                              | Maroc   | 26 juin 2013      |      |
| 3 000 m           | 8 min 45 s 68      | Roberta Brunet                                                            | Italie  | 11 juillet 1991   |      |
| 5 000 m           | 15 min 00 s 69     | Roberta Brunet                                                            | Italie  | 16 juin 1997      |      |
| 10 000 m          | 31 min 16 s 94     | Asmae Leghzaoui                                                           | Maroc   | 12 septembre 2001 |      |
| Semi-marathon     | 1 h 11 min 00 s    | Valeria Straneo                                                           | Italie  | 29 juin 2013      |      |
| Marathon          | 2 h 39 min 22 s    | Serap Aktaş                                                               | Turquie | 15 juin 1997      |      |
| 100 m haies       | 12 s 82 (+1.5 m/s) | Patricia Girard                                                           | France  | 12 septembre 2001 |      |
| 400 m haies       | 55 s 01            | Nezha Bidouane                                                            | Maroc   | 18 juin 1997      |      |
| 3 000 m steeple   | 9 min 27 s 73      | Luiza Gega                                                                | Albanie | 28 juin 2018      |      |
| Saut en hauteur   | 1,98 m             | Sara Simeoni                                                              | Italie  | 25 septembre 1979 |      |
| Saut à la perche  | 4,50 m             | Nikoleta Kyriakopoulou                                                    | Grèce   | 30 juin 2009      |      |
| Saut en longueur  | 6,99 m             | Ivana Spanovic                                                            | Serbie  | 27 juin 2018      |      |
| Triple saut       | 14,98 m            | Baya Rahouli                                                              | Algérie | 1 juillet 2005    |      |
| Lancer du poids   | 18,59 m            | Cristiana Checchi                                                         | Italie  | 30 juin 2005      |      |
| Lancer du disque  | 66,46 m            | Sandra Perkovic                                                           | Croatie | 28 juin 2018      |      |
| Lancer du marteau | 73,67 m            | Alexandra Tavernier                                                       | France  | 27 juin 2018      |      |
| Lancer du javelot | 62,61 m            | Aggeliki Tsiolakoudi                                                      | Grèce   | 1 juillet 2005    |      |
| Heptathlon        | 6 256 pts          | Nathalie Teppe                                                            | France  | 19 juin 1993      |      |
| 10 km marche      | 44 min 40 s        | Elisabetta Perrone                                                        | Italie  | 19 juin 1997      |      |
| 20 km marche      | 1 h 32 min 44 s    | Elisa Rigaudo                                                             | Italie  | 30 juin 2005      |      |
| 4 x 100 m         | 42 s 63            | Frédérique Bangué Christine Arron Patricia Girard Sylviane Félix          | France  | 18 juin 1997      |      |
| 4 x 400 m         | 3 min 28 s 08      | Maria Benedicta Chigbolu Ayomide Folorunso Raphaela Lukudo Libania Grenot | Italie  | 30 juin 2018      |      |

## Tableau des médailles
- Tableau des médailles après les Jeux méditerranéens de 2018

| Rang  | Nation                             | Or  | Argent | Bronze | Total |
| ----- | ---------------------------------- | --- | ------ | ------ | ----- |
| 1     | Italie                             | 174 | 155    | 119    | 449   |
| 2     | France                             | 147 | 119    | 97     | 363   |
| 3     | Grèce                              | 63  | 68     | 75     | 206   |
| 4     | Maroc                              | 49  | 47     | 30     | 126   |
| 5     | Yougoslavie (1951 - 2001)          | 46  | 50     | 48     | 144   |
| 6     | Espagne                            | 38  | 73     | 92     | 203   |
| 7     | Algérie                            | 28  | 17     | 29     | 74    |
| 8     | Turquie                            | 23  | 32     | 38     | 93    |
| 9     | Tunisie                            | 18  | 20     | 26     | 64    |
| 10    | Chypre                             | 10  | 7      | 5      | 22    |
| 11    | Slovénie                           | 9   | 11     | 13     | 33    |
| 12    | Croatie                            | 9   | 7      | 9      | 25    |
| 13    | Égypte                             | 4   | 13     | 19     | 36    |
| 14    | Syrie                              | 3   | 1      | 1      | 5     |
| 15    | Serbie (dep. 2009)                 | 2   | 3      | 2      | 7     |
| 16    | Albanie                            | 1   | 2      | 3      | 6     |
| 17    | Bosnie-Herzégovine                 | 1   | 1      | 6      | 8     |
| 18    | Serbie-et-Monténégro (2003 - 2005) | 1   | 1      | 2      | 4     |
| 19    | Libye                              | 1   | —      | 5      | 6     |
| 20    | Portugal                           | —   | 2      | 1      | 3     |
| 21    | Monaco                             | —   | 1      | —      | 1     |
| 22    | Monténégro (dep. 2009)             | —   | —      | 1      | 1     |
| Total | Total                              | 615 | 616    | 614    | 1842  |